# Ateuchus gershensoni
Ateuchus gershensoni là một loài bọ cánh cứng trong họ Bọ hung (Scarabaeidae).